# Кут
Кут (на арабски: الكوت; известен също като Кут-ал-Имара и Кут-ел-Имара) е град, административен център на област Уасит, Ирак. Населението на града през 2012 година е 297 127 души.

## География
Градът е разположен по левия бряг на река Тигър. Намира се на около 150 км югоизточно от столицата Багдад.

## Население
| Година | Население |
| ------ | --------- |
| 1965   | 41 822    |
| 1987   | 183 183   |
| 2012   | 297 127   |